# V (serie de televisión de 2009)
V es una serie de televisión estadounidense de ciencia ficción que se estrenó en la ABC el 3 de noviembre de 2009. Se trata de una versión actual de la miniserie V que se emitió entre 1983 y 1985, la cual fue creada por Kenneth Johnson. Los productores ejecutivos de la nueva serie son Scott Peters (creador de Los 4400), Jace Hall, Steve Pearlman y Jeffrey Bell. 
Los cuatro primeros episodios de V se emitieron en noviembre de 2009 y la segunda parte a partir de marzo de 2010 en Estados Unidos. El 14 de enero de 2010 se estrenó en España y en Iberoamérica, el 6 de abril de 2010.
El 13 de mayo de 2011, ABC canceló la serie.

## Trama

### Primera temporada
Gigantescas naves espaciales aparecen sobre las mayores ciudades del mundo, y Anna, la bella y carismática líder de los Visitantes extraterrestres, proclama que vienen en son de paz. Mientras un pequeño número de humanos empieza a dudar de la sinceridad de los aparentemente benevolentes Visitantes, la agente Erica Evans de la unidad antiterrorista del FBI descubre que los alienígenas en realidad son reptiles y han estado, durante años, infiltrándose en la sociedad, tanto en gobiernos como en la medicina o empresas de negocios, y ahora están en la última etapa de su plan para apoderarse del planeta.
Erica se une al movimiento de resistencia, entre los que se encuentran Jack, un sacerdote con dudas sobre las intenciones de los Visitantes; y Ryan, un agente Visitante desertor quien, como otros como él ha podido liberarse del dominio casi hipnótico que Anna, líder de los visitantes, tiene sobre su gente. Ambos grupos, rebeldes y disidentes visitantes quieren salvar a la Tierra de la amenaza de Anna. Sin embargo, los alienígenas se han ganado el favor de los habitantes de la Tierra al haber proporcionado cura para una gran variedad de enfermedades y han reclutado jóvenes, entre ellos al hijo de Erica, para servirles como espías. Sin embargo, Erica junto al padre Jack, y dos personas más tratarán de desenmascarar a Anna y a sus diabólicas intenciones, mientras que Tyler, el hijo de Erica, se enamora de Lisa, la hija de Anna, quien lo está utilizando para completar su plan. Anna cuenta con la ayuda de un periodista, Chad Decker, quien se encargará de convencer a los humanos de que los Visitantes son buenos. Mientras que Anna inicia un programa llamado "Vivir a Bordo", envía a un asesino para que encuentre a la esposa de Ryan, que va a tener un bebé mitad reptil, mitad humano.
Sin descuidar a los rebeldes, Anna envía una nave cargada con personas muertas previamente, y pensando que había Visitantes adentro, la Quinta Columna la destruye, sin darse cuenta de que las intenciones de Anna eran hacerlos quedar como terroristas, pero la Quinta Columna no se da por vencida, después de causar varios inconvenientes a los planes de los visitantes, terminan haciendo que Anna llegue hasta las últimas consecuencias, lastimando fuertemente a su propia hija, Erica intenta persuadir a Lisa para que confiese que Anna le hizo eso, sin poder lograrlo. Poco después, Anna anuncia que debido a lo que le pasó a su hija, decidieron irse del planeta, causando una reacción masiva por parte de los humanos, Chad a través de un noticiero convence a los Visitantes de quedarse y estos aceptan, La Quinta Columna tiene un plan, para destruir un ejército de reptiles, que iban a salir de unos huevos que estaban en la nave madre, para lograrlo se contactan con Joshua, otro visitante que escapó del control mental de Anna (al igual que Ryan). Aprovechando que Anna invitó a Erica y a Tyler a cenar a la nave, Erica espera que Lisa le de un explosivo entregado por Joshua para volar la cámara de incubación, pero Joshua es descubierto por Anna, y encerrado en un campo de energía, Erica pone un pretexto de que su teléfono está sonando y  va a buscar la cámara de incubación, Lisa la acompaña y le dice que ella no puede hacer eso, que sospecharían de ella, diciéndole que si en verdad ama a Tyler debe dejar que ella haga eso, Lisa, después de pensarlo le entrega a Erica el explosivo de energía azul y le indica el camino para llegar a la cámara de incubación.
El periodista Chad Decker se da cuenta de la situación gracias a que Jhosua le advierte que los alienígenas torturan gente y quieren dominar el planeta. Después de volar la cámara, Erica, le dice a Tyler que ya tienen que irse, mientras que Anna hipnotiza a Ryan, diciéndole que hicieron todo lo posible por salvar a su esposa (Anna la mató), Anna entra a la cámara, y mira que los huevos estallaron, desatando toda su furia, por lo que inicia la última fase del plan, de pronto el cielo se pone rojo y se desata el pánico en la humanidad, mientras que Anna observa desde su nave.

### Segunda temporada
El 4 de enero de 2011 se estrenó la segunda temporada de la serie. En el segundo episodio se pudo ver la nueva incorporación estelar: Jane Badler, de la serie V de los años 80, que interpreta a Diana, la madre de Anna, reina destronada, y cautiva en una celda de la nave nodriza de Nueva York. La incorporación a la serie y su promoción creó muchas expectativas con esta segunda temporada, pero los índices de audiencia en Estados Unidos son flojos y no aseguran del todo una tercera temporada. Jane Badler visita España con una gran campaña de promoción de esta temporada y visita programas como El Hormiguero.
El segundo de los actores de la serie original que es introducido en la serie es el director del proyecto de defensa Ares, Marc Singer, como preludio de un hipotético papel en una posible tercera temporada.
En esta temporada surge un movimiento de la Quinta Columna globalizado, que chocará con los actos del grupo de resistencia de la agente Evans, la cual alcanzará el rango de líder de la resistencia mundial tras la muerte del líder de la quinta columna globalizado y tras mostrar su valía ante los lugartenientes de la resistencia. Lisa descubre la prisión de la Reina madre Diana y contacta asiduamente con ella. La resistencia fracasa en repetidas ocasiones al intentar atentar contra Anna, mientras esta continua con sus planes de conquista, primero con el cielo rojo (que aumenta la cantidad de fósforo en el organismo humano) preciso para la reproducción de la especie visitante en la Tierra, la construcción de 538 centros Concordia (Centros para el atraque de las naves nodriza) que producirán energía azul para abastecer el planeta, persigue separar el alma humana del cuerpo como siguiente paso para la eliminación de las emociones humanas de la futura generación de visitantes y proyecta que Lisa y Tyler creen a la nueva generación. Por otra parte Amy, la niña híbrida, es sometida a varias intervenciones que tienen como resultado el crecimiento acelerado de su cuerpo hasta ser una niña de 6 años, con el fin de experimentar dicho crecimiento acelerado en un nuevo huevo de reina que pueda sustituir a Lisa en caso de necesidad, lo cual no sería necesario si los humanos pudieran asimilar la "paz" o "éxtasis" que proporciona la reina de los visitantes a todos los miembros de su especie. En el episodio 10 se contempla la forma que tienen los visitantes al ver eclosionar el huevo de reina que Anna estaba haciendo crecer aceleradamente.

## Ciudades invadidas
Aunque en la trama de la serie las relaciones con los visitantes son pacíficas, al comienzo de la serie se sabe que 29 de sus naves nodrizas están repartidas por todo el mundo en las ciudades más importantes. En esta etapa solo se logran ver la ubicación de 14 naves a través de los anuncios que realiza Anna a la humanidad.
A lo largo de la segunda temporada son mencionadas las otras ciudades y se conoce de nuevas naves mediante  mapas que se logran ver en la serie. Poco a poco se van observando los motivos por los cuales las naves están ubicadas en las ciudades con mayor población, poder político y económico.
Las ciudades que son mencionadas o vistas en la serie son: [cita requerida]
- Ankara (Capítulo 8 - Temporada 2)
- Bangkok (Capítulo 7 - Temporada 1)
- Barcelona (Capítulo 7 - temporada 2 - Rafael, elegido por Anna como reemplazo de Tyler, vive aquí)
- El Cairo (Capítulo 1 - Temporada 1 - sobre las Pirámides de Guiza)
- Florencia (Capítulo 12 - Temporada 1 - sobre la Basílica de Santa María)
- Hong Kong (Capítulo 12 - Temporada 1 - sobre la torre del Centro Financiero)
- Johannesburgo (Capítulo 8 - Temporada 2)  [cita requerida]
- Londres (Capítulo 1 - Temporada 1 - cerca del Palacio de Westminster)
- Los Ángeles (Capítulo 1 - Temporada 1 - sobre la torre del Banco de América)
- Madrid (Capítulo 6 - Temporada 1 - Sobre la Puerta del Sol)
- Ciudad de México (Capítulo 2 - Temporada 1 - Sobre el Zócalo)
- Moscú (Capítulo 1 - Temporada 1 - cerca de la Plaza Roja)
- Nueva Delhi ((Capítulo 2 - Temporada 2)
- Nueva York (Capítulo 1 - Temporada 1 - sobre Central Park)
- París (Capítulo 1 - Temporada 1 - Cerca de la Torre Eiffel)
- Pekín (Capítulo 1 - Temporada 2 - sobre Tiananmen)
- Río de Janeiro (Capítulo 1 - Temporada 1 - Cerca del Cristo Corcovado)
- Roma (Capítulo 1 - Temporada 2 - cerca del Coliseo)
- Singapur (Capítulo 10 - Temporada 2- cerca de Marina Bay Sands)
- Shanghái (Capítulo 6 - Temporada 1 - sobre la Torre Perla Oriental)
- Sídney (Capítulo 6 - Temporada 1 - cerca de la Ópera de Sídney)
- Tokio(Capítulo 2 - Temporada 1 - una calle en Tokio)
- Abuya
- Berlín
- Buenos Aires
- Lima
- Santiago de Chile
- Vancouver

## Reparto
El reparto fue anunciado oficialmente por la ABC el 19 de mayo de 2009.
- Elizabeth Mitchell como Erica Evans, agente del FBI, líder mundial de la Quinta Columna y madre de Tyler.
- Morris Chestnut como Ryan Nichols. Es un visitante que se hacen pasar por humano y que entabla una relación sentimental con una humana: Valerie Stevens. De esta relación nacerá una niña, un híbrido de las dos especies. A la llegada de los visitantes él se une a la Quinta Columna. A lo largo de la historia su prometida es secuestrada por los Visitantes aún embarazada. Al enterarse, él va a su rescate y es descubierto, y luego obligado por Anna a traicionar a la Quinta Columna. Al final de la segunda temporada es estrangulado por su hija al tratar de sacarla de la nave nodriza.
- Joel Gretsch como Padre Jack Landry.
- Charles Mesure como Kyle Hobbes, un terrorista que es reclutado por Erica y Ryan.
- Lourdes Benedicto como Valerie Stevens.
- Logan Huffman como Tyler Evans. Hijo de Erica Evans. Muere al final de la segunda temporada a manos de la hermana de Lisa.
- Morena Baccarin Como Anna, Líder y Reina de los Visitantes. Es el primer rostro que los humanos ven cuando llegan las naves a la Tierra. Es carismática, dulce y pausada. Anna ofrece una imagen de paz y tranquilidad muy acorde con su mensaje: "We are of peace. Always" ("Estamos por la paz. Siempre"). Su sonrisa es un bálsamo de paz. Muy inteligente, y posee la capacidad para conseguir que los otros hagan lo que ella quiera.
- Laura Vandervoort como Lisa, una visitante y el interés romántico de Tyler. Es la hija de Anna y la siguiente en la línea de sucesión al reinado de los Visitantes. Poco a poco irá mostrando emociones humanas, y decide traicionar a su madre.  Se une a la Quinta Columna al final de la primera temporada. En el final de la segunda temporada es apresada por su madre Anna y sustituida por su hermana, que es idéntica en apariencia.
- Scott Wolf como Chad Decker, un reportero.
- Christopher Shyer como Marcus. Un Visitante parte principal del equipo de despacho de la líder Anna.
- Jane Badler como Diana, exlíder de los Visitantes y madre de Anna.
- Mark Hildreth como Joshua, el jefe científico de la nave capitana. En secreto pertenece a la Quinta Columna.

En agosto de 2009, el productor ejecutivo, Scott Peters, sugirió que estrellas de la serie original podrían participar como artistas invitados interpretando nuevos personajes.
En diciembre de 2009, Morena Baccarin visitó Madrid (España) como parte de la promoción que el canal TNT preparaba para su próximo estreno.

## Temporadas
| Temporada | Temporada | Episodios | Lanzamiento         | Lanzamiento         |
| Temporada | Temporada | Episodios | Primer episodio     | Último episodio     |
| --------- | --------- | --------- | ------------------- | ------------------- |
|           | 1         | 12        | 14 de enero de 2010 | 14 de junio de 2010 |
|           | 2         | 10        | 31 de enero de 2011 | 4 de abril de 2011  |

## Lista de capítulos

### Primera temporada
1 - Piloto.
2 - Ya no hay nada normal.
3 - Amanece un nuevo día.
4 - Esto no ha hecho más que empezar.
5 - Bienvenido a la guerra.
6 - Pedazo de carne.
7 - John May.
8 - No podemos ganar.
9 - El tenedor del hereje.
10 - Mente y corazón.
11 - Fruición.
12 - Cielo rojo.

### Segunda temporada
1 - Lluvia roja.
2 - Diente de serpiente. 
3 - La cruda realidad. 
4 - Alianza peligrosa. 
5 - Concordia. 
6 - Asedio. 
7 - Punzadas. 
8 - Una cabeza inquieta. 
9 - El diablo viste de azul. 
10 - Día de la Madre

## Publicidad
La icónica imagen de la V pintada de rojo se utilizó para simbolizar la amenaza oculta de los Visitantes y también para mostrar como su influencia se extiende a todas partes del mundo.
La genialidad de los carteles publicitarios creados yace en su incorporación de la V en frases típicas de los países que representan, mostrando cómo los visitantes han llegado a todas partes del globo y están listos para quedarse.  Las impactantes imágenes muestran a las naves sobre las ciudades de Sídney, París, Londres, Buenos Aires, Madrid, Los Ángeles, Shanghái, Caracas, Río de Janeiro, México, Ankara, Roma, Johannesburgo y Moscú.
En otros avances se veían los videos de diferentes personas en situaciones cotidianas, donde con sus cámaras captaban inesperadamente a las naves nodrizas, que se estaban instalando sobre varias de las ciudades de Iberoamérica (Caracas, Buenos Aires, Río de Janeiro y Ciudad de México).
En Warner Channel Latinoamérica, una interrupción en las publicidades de Two and a Half Men, Friends y The Big Bang Theory fue una de las  estrategias utilizadas para difundir la serie. En ellas se veía el rostro de una bella mujer (Anna) diciendo: "Venimos en paz... Siempre", volviendo luego al anuncio original.
Finalmente, el estreno de la serie en Iberoamérica fue el 6 de abril de 2010 por el canal Warner Channel.